# Bruno Fregni Bassetto
Bruno Fregni Bassetto foi um filólogo e tradutor brasileiro conhecido principalmente sobre seus trabalhos em filologia românica. Seus Elementos de Filologia Românica foram indicados ao Prêmio Jabuti. Era professor titular da Faculdade de Filosofia, Letras e Ciências Humanas da Universidade de São Paulo.